# Strayed from the Range
Strayed from the Range è un cortometraggio muto del 1910 diretto da Milton J. Fahrney.

## Produzione
Il film fu prodotto dalla Nestor Film Company.

## Distribuzione
Distribuito dalla Motion Picture Distributors and Sales Company, una compagnia attiva dal 1909 al 1912, il film - un western in una bobina - uscì nelle sale cinematografiche USA il 21 settembre 1910.